# Leon Panetta
Leon Edward Panetta (Monterey, Kalifornija, 28. lipnja 1938.) bio je 23. ministar obrane Sjedinjenih Američkih Država. Na dužnosti je bio od 2011. do 2013. za vrijeme mandata predsjednika Baracka Obame. Od 1994. do 1997. služio je kao Šef osoblja Bijele kuće predsjedniku Billu Clintonu te je bio član Predstavničkog doma SAD-a od 1977. do 1993.
Sa suprugom je deset godina rukovodio institutom Leon & Sylvia Panetta Institute for Public Policy u sklopu Državnog sveučilišta Kalifornije.
Od 13. veljače 2009. do 30. lipnja 2011. bio je direktora Središnje obavještajne agencija (CIA). Predsjednik Obama ga je 28. travnja 2011. nominirao kao nasljednika Roberta Gatesa na mjestu ministra obrane što je 21. lipnja Senat i jednoglasno potvrdio.